# Ptiolina sphaeralis
Ptiolina sphaeralis är en tvåvingeart som beskrevs av Akira Nagatomi 1986. Ptiolina sphaeralis ingår i släktet Ptiolina och familjen snäppflugor. Inga underarter finns listade i Catalogue of Life.